# Wezen
Wezen (Delta Canis Majoris, δ Canis Majoris, δ CMa) je hvězda v souhvězdí Velkého psa. Je to žlutý veleobr třídy F8 s magnitudou 1.83. Je vzdálená asi 1600 světelných let.

## Vlastnosti
Je 20krát hmotnější než Slunce, a má asi 215krát větší poloměr. Povrchová teplota je zhruba 5800 kelvinů a otáčí se rychlostí 28 kilometrů za sekundu.